# آيك ديوجو
آيك ديوجو (بالإنجليزية: Ike Diogu)‏ مواليد 11 سبتمبر 1983 في بوفالو، هو لاعب كرة سلة أمريكي نيجيري بدأ مسيرته الاحترافية في سنة 2005 حيث تم اختياره من قبل فريق غولدن ستايت ووريورز خلال الدرافت يلعب مع فريق غوانغدونغ ساوثرن تايغرز في الرابطة الصينية لكرة السلة كلاعب وسط ويحمل الرقم 2. يبلغ طوله 6 قدم 9 بوصة (2.1 م). مثّل منتخب بلاده. شارك في مسابقة كرة السلة في الألعاب الأولمبية الصيفية.

## فرق لعب لها
- غولدن ستايت ووريورز
- إنديانا بايسرز
- بورتلاند ترايل بلايزرز
- سكرامنتو كينغز
- لوس أنجلوس كليبرز
- سان أنطونيو سبرز
- سنجان فلاينج تايجرز
- غوانغدونغ ساوثرن تايغرز

## إحصائيات المسيرة

### الموسم الاعتيادي
| السنة   | الفريق                 | لعب | بدأ | دقيقة | ميداني% | ثلاثية | حرة   | ارتداد | صنع | استلاب | تصدي | نقطة |
| ------- | ---------------------- | --- | --- | ----- | ------- | ------ | ----- | ------ | --- | ------ | ---- | ---- |
| 2005–06 | غولدن ستايت ووريورز    | 69  | 14  | 14.9  | .524    | .000   | .810  | 3.3    | .4  | .2     | .4   | 7.0  |
| 2006–07 | غولدن ستايت ووريورز    | 17  | 0   | 13.1  | .530    | .000   | .795  | 3.7    | .3  | .2     | .6   | 7.2  |
| 2006–07 | إنديانا بايسرز         | 42  | 2   | 12.8  | .454    | .000   | .802  | 3.3    | .5  | .1     | .4   | 5.8  |
| 2007–08 | إنديانا بايسرز         | 30  | 1   | 10.2  | .478    | .000   | .851  | 2.8    | .3  | .2     | .1   | 5.6  |
| 2008–09 | بورتلاند ترايل بلايزرز | 19  | 0   | 3.8   | .316    | .000   | .750  | .9     | .0  | .1     | .1   | 1.4  |
| 2008–09 | سكرامنتو كينغز         | 10  | 1   | 14.2  | .600    | .500   | .758  | 3.9    | .3  | .2     | .1   | 9.2  |
| 2010–11 | لوس أنجلوس كليبرز      | 36  | 0   | 13.1  | .561    | .000   | .661  | 3.2    | .1  | .1     | .1   | 5.8  |
| 2011–12 | سان أنطونيو سبرز       | 2   | 0   | 7.0   | .000    | .000   | 1.000 | .5     | .0  | .0     | .0   | 1.0  |
| المسيرة |                        | 225 | 18  | 12.4  | .509    | .500   | .786  | 3.1    | .3  | .2     | .3   | 6.0  |

## روابط خارجية
- آيك ديوجو على موقع الاتحاد الدولي لكرة السلة (الإنجليزية)
- آيك ديوجو على موقع إن بي أي (الإنجليزية)
- آيك ديوجو على موقع دوري كرة السلة الياباني للمحترفين (اليابانية)
- آيك ديوجو على موقع سبورتس رفرنس (الإنجليزية)
- آيك ديوجو على موقع كرة السلة الأوروبية.كوم (الإنجليزية)
- آيك ديوجو على موقع كلية كرة السلة في سبورتس رفرنس.كوم (الإنجليزية)
- آيك ديوجو على موقع ريلجم (الإنجليزية)
- آيك ديوجو على موقع بروبوليرز (الإنجليزية)
- آيك ديوجو على موقع سبورتس رفرنس (الإنجليزية)
- آيك ديوجو على موقع سبورتس رفرنس (الإنجليزية)